# Massacro di Józefów

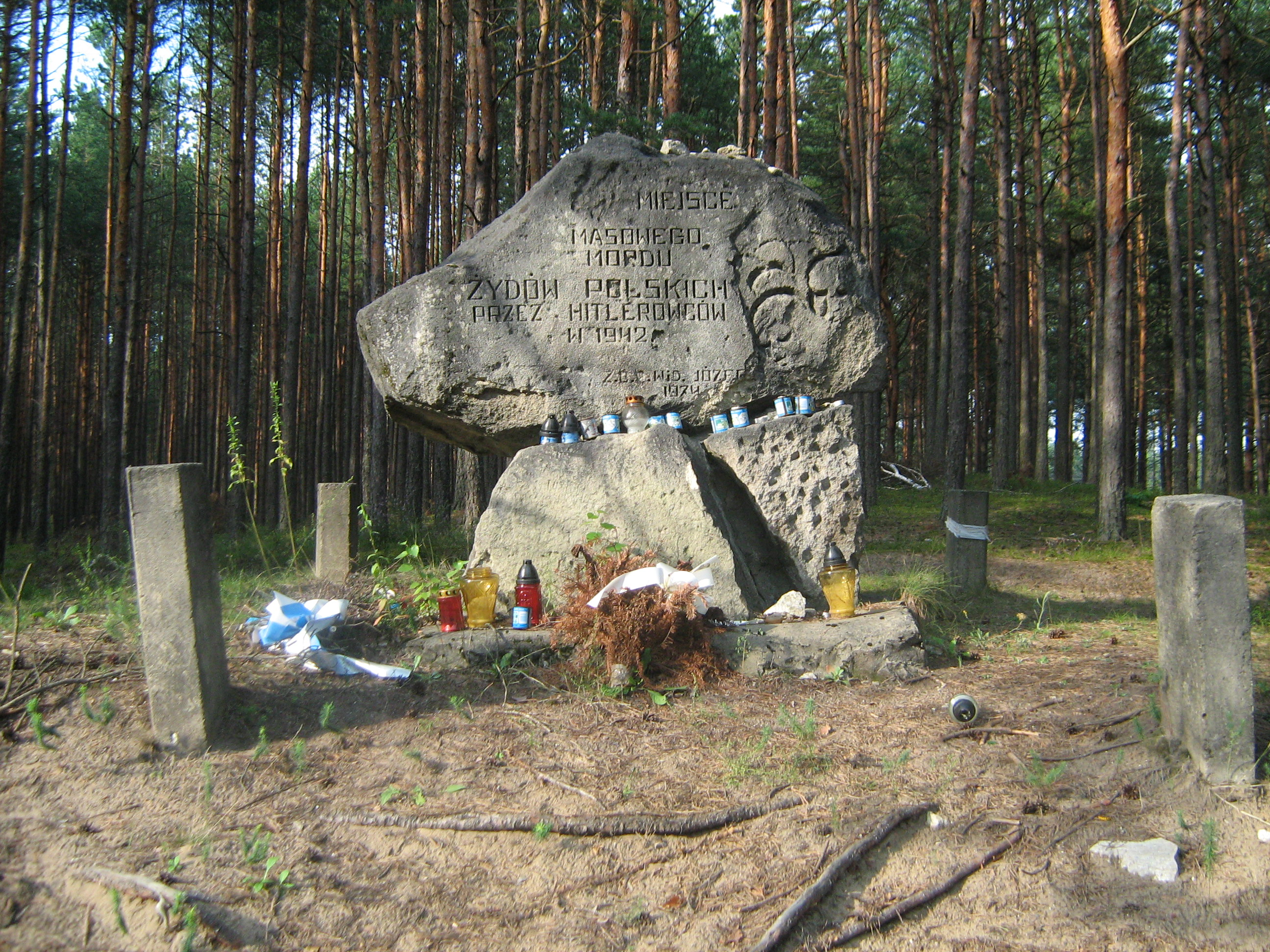
Monumento a Józefów (Winiarczykowa Góra)

Il Massacro di Józefów ebbe luogo il 13 luglio 1942 nei confronti degli ebrei della località polacca di Józefów. Il massacro fu eseguito su ordine del Comandante delle SS e della Polizia (SSPF) del Distretto di Lublino, Governatore Generale Odilo Globočnik. Globočnik, o un membro del suo staff, ordinò al comandante del battaglione di polizia 101, maggiore Wilhelm Trapp, di riunire tutti gli ebrei del luogo. Questa operazione dovette riguardare però solo la parte maschile della popolazione ebraica idonea al lavoro per deportarla. Donne, bambini e persone anziane dovettero essere fucilate sul luogo.

## Decorso
Il mattino presto del 13 luglio il Battaglione di polizia 101 partì per Józefów. Mentre due colonne della 3ª Compagnia circondavano la località, con scopo evidente, ciascuna per sparare a chiunque tentasse di fuggire, la 1ª compagnia stessa irruppe nella città. Il loro compito era quello di radunare gli ebrei sulla Piazza del Mercato. Chi non poteva camminare, come gli ammalati o altri che tentavano una resistenza, doveva essere fucilato seduta stante. Dopo, gran parte della Compagnia tornò direttamente nel bosco, per creare dei commando di "fucilatori". Il 3º plotone della 3ª Compagnia e l'intera 2ª Compagnia dovettero sorvegliare il carico di ebrei sui camion, affinché questi potessero essere trasportati sul luogo della fucilazione. Circa 300 ebrei furono selezionati come idonei al lavoro e furono portati in una segheria o in un campo di aviazione vicini a Lublino. Rimasero almeno 1500 ebrei che furono fucilati nel bosco.
A ogni reparto scelto per le fucilazioni furono assegnati grossi gruppi di ebrei, che dovettero sdraiarsi in terra, quindi furono fucilati ed eventualmente finiti con le baionette. Nonostante ciò vi furono numerosi sopravvissuti. Dopo le fucilazioni, il luogo per le prossime fu scelto nelle vicinanze.

## Particolarità
Del tutto unica è nella storia dell'olocausto l'offerta dei comandanti di battaglione di notifica dell'ordine. Nel quadro della notifica dell'ordine, il maggiore Trapp spiegò ai suoi uomini il senso del loro compito. Poiché la popolazione ebraica e i partigiani stavano sotto un unico tetto, la parte idonea al lavoro doveva essere trasferita in campi di concentramento, mentre i rimanenti dovevano essere subito fucilati.
Alla fine però offrì: chi degli anziani non si sentiva idoneo a questo compito, poteva farsi da parte. Il primo che accettò questa offerta fu un soldato della 3ª Compagnia, il cui comandante, capitano Hoffmann, nello stesso tempo Hauptsturmführer delle SS, fece al soldato brusche proposte. Questi però volle difendere Trapp. In seguito a ciò si offrirono altri dodici soldati. Nel corso delle fucilazioni si offrirono sempre più soldati o se la svignarono, come essi più tardi affermarono nelle loro dichiarazioni. Perciò non poté alcun soldato, che non si fosse rifiutato di partecipare alle fucilazioni, appellarsi al Befehlsnotstand, poiché era stata concessa la libertà di decisione senza conseguenze. Trapp stesso, che fece questa offerta inusuale, non fu mai presente sul luogo della fucilazione, per controllare i suoi sottoposti o sorvegliarli. Secondo le testimonianze egli si trattenne l'intera giornata nella scuola di Józefów, che fungeva per lui da luogo di comando.

## Seguito giudiziario nel dopoguerra
Negli anni dal 1962 al 1967 furono trattati, nel quadro di una grande revisione dei crimini nel distretto di Lublino, anche i crimini del Battaglione della Riserva di Polizia n. 101. In proposito contarono, accanto ai massacri, anche le fucilazioni a Serokomla e a Łomazy come Miedziercek e altre città. Il battaglione di polizia fu ritenuto responsabile di più di 38.000 morti.
Le autorità preposte all'indagine interrogarono 210 membri del battaglione: 14 furono messi sotto accusa, dei quali 5 furono condannati e altri 6 ritenuti colpevoli, ma non puniti in giudizio. 